# DaFont
 (février 2023).
DaFont est un site web de téléchargement de polices. Les polices sont proposées par n'importe qui : aussi bien un passionné amateur qu'un dessinateur de caractères professionnel. La qualité et la richesse des polices proposées varie donc énormément. Pour cette raison, la plateforme est parfois critiquée. Elle est une des plus populaires au monde pour le téléchargement de polices.

## Histoire
DaFont est créée en 2000. En 2017, le site web est victime d'un piratage où 98 % des mots de passe ont pu être récupéré par un pirate informatique à cause d'une faille de sécurité.
En 2023, plus de 70 000 polices d'écriture sont disponibles au téléchargement.

## Fonctionnement
Plusieurs catégories sont disponibles sur le site : fantaisie, étranger, techno, bitmap, gothique, médiéval, basique, script, symboles et fêtes. La page d'accueil présente les polices récemment ajoutées et téléchargées par les utilisateurs.
Lorsqu'un utilisateur télécharge une police, elle est compressée dans un dossier auquel s'ajoute la licence de la police : police gratuite, libre, payante, etc.